# Pulau Banyak Barat
Pulau Banyak Barat – kecamatan w Indonezji, w prowincji Aceh, w kabupatenie Aceh Singkil. W 2019 roku był zamieszkiwany przez 3 124 osoby.